# Hugh Dallas
Hugh Dallas (Motherwell, 26 ottobre 1957) è un ex arbitro di calcio scozzese.

## Carriera
Diventato internazionale all'inizio degli anni novanta, venne impiegato come quarto ufficiale di gara già agli europei di calcio del 1996. Nello stesso anno arbitrò alle Olimpiadi di Atlanta dove stabilì un "record" difficilmente battibile: diresse, infatti, ben tre partite in 72 ore, tra il 21 ed il 24 luglio e cioè Messico-Italia, Stati Uniti-Tunisia e Spagna-Australia, compreso un trasferimento di sede di gara.
Fu selezionato per ben due edizioni del Campionato mondiale di calcio: nel 1998, in Francia, diresse, oltre a Belgio-Messico, il quarto di finale tra Francia-Italia; nel 2002, venne designato, oltre che per Portogallo-Polonia, anche per il quarto di finale tra Germania e Stati Uniti, durante il quale non vide il fallo di mano sulla linea di porta del tedesco Frings, scatenando le proteste degli statunitensi. In questa stessa edizione, fu designato come quarto ufficiale di gara, nella finale tra Brasile-Germania diretta dall'italiano Pierluigi Collina.
Nel 2000 arbitrò agli europei di calcio Italia-Turchia, durante la quale concesse un rigore dubbio a favore degli azzurri, e Jugoslavia-Norvegia.
In carriera ha diretto anche la finale della Coppa UEFA 1998-1999 Parma-Olympique Marsiglia e quella della Supercoppa europea 2002 Real Madrid-Feyenoord, mentre nel 2001 venne utilizzato nel torneo FIFA Confederations Cup disputato in Corea del Sud e Giappone.
Vanta anche la direzione in due semifinali di Coppa UEFA (nel 1998 e nel 2001) e in una semifinale della UEFA Champions League 2000-2001 (Bayern Monaco-Real Madrid).
Nel 1999, durante il derby di Scozia Rangers-Celtic, venne colpito da una monetina proveniente dagli spalti.
È attualmente componente della Commissione arbitrale della UEFA.